# Furstendömet Birkenfeld

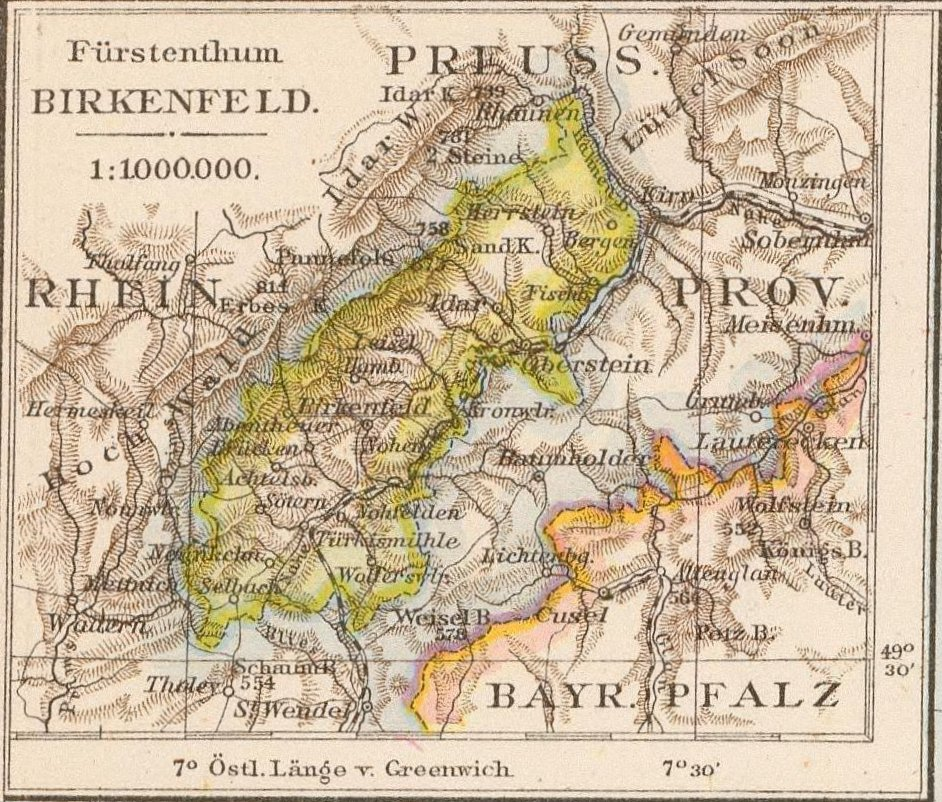
Furstendömet Birkenfeld.

Furstendömet Birkenfelds vapen.

Furstendömet Birkenfeld var ett furstendöme och en exklav i sydvästra delen av preussiska Rhenprovinsen som tillhörde Storhertigdömet Oldenburg. Birkenfeld, som existerade från 1817 till 1937 som en exklav tillhörande Storhertigdömet Oldenburg (Fristaten Oldenburg efter 1918), var beläget i nuvarande förbundsländerna Rheinland-Pfalz och Saarland. Det hade en yta på 503 km².

## Beskkrivning
Landet vad bergigt, begränsades i norr av Hunsrück och genomkorsades av bergskedjorna Hochwald och Idarwald. Floden Nahe bildade gräns i söder. Det bestod av "herrschaft" Oberstein och grevskapet Spanheim. Åkerbruk och boskapsskötsel var huvudnäringarna. 
Industriellt utmärktes furstendömet framför allt av agatsliperier i Oberstein och tillverkning av oäkta bijouterier. Järnmalm och skiffer bröts i området. Befolkningen uppgick år 1900 till 43 409 personer. Den var huvudsakligen av frankisk härkomst och bestod mest av protestanter. Styret utövades av ett särskilt regerings-kollegium.
Sedan 1569 förde en gren av den wittelsbachska ättelinjen Pfalz-Zweibrücken namnet Birkenfeld. De residerade i staden Birkenfeld till 1733. År 1776 fördes landet till Baden, 1801 till Frankrike och 1817 till Oldenburg.
Släkten Pfalz-Birkenfeld härstammar från greve Karl (en farbroder till Johan Kasimir, Karl X Gustafs fader), som 1584 fick Hinter-Spanheim (Birkenfeld). Efter den svensk-pfalziska grenens utslocknande 1731 kom släkten 1734 i besittning av Hertigdömet Pfalz-Zweibrücken och erhöll 1799, såsom den 
enda kvarlevande grenen av det wittelsbachska huset, Bayern med Pfalz.